# Polyrhachis phidias
Polyrhachis phidias é uma espécie de formiga do gênero Polyrhachis, pertencente à subfamília Formicinae.